# Middle River (Minnesota)
Middle River è un comune degli Stati Uniti d'America, situato nello Stato del Minnesota, nella contea di Marshall.